# Nazionale B di calcio di San Marino
La nazionale B sammarinese è una rappresentativa calcistica della Repubblica di San Marino, posta sotto l'egida della Federazione Sammarinese Giuoco Calcio.  Partecipa alle competizioni dell'UEFA riservate a calciatori dilettanti, quali la Coppa delle Regioni.
Nella nazionale B vengono solitamente convocati quei giocatori che sono sotto osservazione in vista di un eventuale impiego per la selezione maggiore oppure quei calciatori stranieri, residenti da anni a San Marino, ma non in possesso della cittadinanza necessaria per prendere parte alle competizioni ufficiali.

## Storia
La rappresentativa sammarinese ha finora preso parte a 6 edizioni della Coppa delle Regioni: nel 1999, 2000, 2002, 2004, 2006 e 2008, ottenendo due vittorie ed un pareggio. La prima rete risale all'esordio contro la rappresentativa madrilena mentre per la prima vittoria bisogna attendere il successo sugli inglesi del Kent nel 2002.
Nel 2008 la formazione sammarinese è entrata nella storia, superando il primo turno di qualificazione giocato allo Stadio Olimpico di Serravalle. Il merito spetta alla vittoria 1-0 sull'Ungheria e al pareggio 1-1 con la Macedonia sud-est mentre il terzo incontro non si è disputato per il ritiro del Liechtenstein prima dell'inizio della competizione.
Nell'estate 2004 la nazionale B ha sfidato in un'amichevole il San Marino Calcio allo Stadio Olimpico di Serravalle, venendo sonoramente sconfitta per 7-0.

## Staff
Anno 2018-2019
• Luigi Bizzotto: commissario Tecnico
• Luciano Mularoni: collaboratore tecnico 
• Diego Bartolini: Fisioterapista
• Anna Maria Ferri: Medico sociale
• Claudio Bertoni: Preparatori Portieri 
•Maurizio Di Giuli : Team Manager 
• Fabio De Luigi: Preparatore Atletico 
Biennio 2014-2015.
- Fabrizio Costantini: Commissario Tecnico
- Marco Protti: Collaboratore Tecnico
- Simone Savoretti: Preparatore Atletico
- Carlo Casadei: Preparatore Portieri
- Claudio Cecchetti: Medico Federale
- Tiziano Giacobbi: Massaggiatore Federale
- Giorgio Giardi: Accompagnatore